# Orgel von St. Laurentius (Schönberg)
Die Orgel von St. Laurentius (Schönberg) wurde 1847 eingeweiht und ist die größte heute noch erhaltene Orgel des Wismarer Orgelbaumeister Friedrich Wilhelm Winzer (1811–1886), der sich um die Durchsetzung der Prinzipien des Orgelbautheoretikers und Liszt-Freundes Johann Gottlob Töpfer bemühte.

## Baugeschichte

### Frühere Orgeln
Der erste Organist ist für das Mittelalter belegt. Nach dem Kirchenbrand 1601 wurde auch die damalige Orgel zerstört. Ein Neubau ist für 1624 belegt.

### Neubau durch Winzer 1847
Die Initiative zu diesem Orgelbau ging von dem damaligen Pastor Fischer aus, dem Schönberg darüber hinaus die Gestaltung des Kirchplatzes und die Renovierung der Kirche verdankt. Zur Einweihung am 7. Februar 1847 erklang die Orgel zunächst unter den Händen ihres Erbauers. In einem festlichen Orgel-Concert am selben Tage gestalteten der Schönberger Organist Fritz Creutzfeldt, der Domorganist Mette aus Ratzeburg und Hermann Jimmerthal von St. Marien, Lübeck ein Programm mit Werken von Bach, Rinck, Mendelssohn u. a. sowie einigen Chorsätzen. Die offizielle Abnahme durch Jimmerthal erfolgte erst ein Jahr später. Jimmerthal war voll des Lobes und hob die Leistung Winzers auch angesichts des vergleichsweise günstigen Preises hervor.
Friedrich Wilhelm Winzer baute nach den damals fortschrittlichen Prinzipien des Orgelbautheoretikers Johann Gottlob Töpfer, einem Freunde Franz Liszts. „Nach dem fortschrittlichen Werk des Prof. Töpfer in Weimar sind in Deutschland mehrere Orgel entstanden. Unter den Meistern … muss namentlich der Orgelbauer Herr Winzer erwähnt werden … Dieser Mann hat seine künstlerische Ausbildung bei dem bekannten Orgelbauer Herrn Schulze (Paulinzella) genossen, und viele Jahre bei ihm gearbeitet. In dieser Zeit ist er mehrere Jahre dessen Werkführer gewesen, und hat als solcher die berühmten Orgeln zu Halberstadt und Wismar, bekanntlich zu den besten Orgeln Deutschlands gehörend, gearbeitet. Nach dem Bau der Wismarer Orgel entschloss er sich, sich in Mecklenburg niederzulassen. Seitdem hat er nun eine Anzahl Orgeln erbaut, die dem Mecklenburger Orgelbau bald eine andere Achtung verschaffen werden, als er sie bisher genossen hat.“
Vom Können Winzers zwar überzeugt, sandte man die für Schönberg vorgesehene Disposition zwecks Begutachtung an Professor Töpfer. Der hatte nichts auszusetzen: „Weitere Bestimmungen halte ich für unnötig, weil mir der Orgelbauer als ein geschickter, rechtlicher und ehrliebender Mann bekannt ist, dem man kein Mißtrauen zeigen darf.“
Technisch unterscheidet sich die Schönberger Orgel von 1847 kaum von denen früherer Epochen. Sie hat Schleifladen mit mechanischer Traktur, einen klingenden Prospekt und eine Windversorgung durch drei Keilbälge, wobei das Oberwerk mittels eines Schwimmerbalges eine eigene Windcharakteristik erhält. Im Sinne größtmöglicher Vielfarbigkeit verteilten sich auf zwei Manuale und Pedal zunächst 24 klingende Stimmen. Der Einbau weiterer zwei Stimmen über den Kontrakt hinaus war vorgesehen, erfolgte aber erst nach Winzers Tod.

### Reparaturen durch Grüneberg und Kemper
Das Instrument ist fast original erhalten. Bis zum Ende seines Berufslebens hielt es sein Erbauer instand. 1894 erfolgte eine Reparatur durch Grüneberg aus Stettin, der 1895 die Trompete ersetzte. 1911 fügte Kemper aus Lübeck im Oberwerk die Aeoline ein. Anstelle des originalen Zinnprospektes, der 1917 für Kriegszwecke abgeliefert werden musste, befand sich von 1929 bis Ende 2006 Ersatz aus Zink.

### Restaurierung durch Schuke 2006–2008
Zwischen 1982 und 1992 erfolgten größere Instandhaltungsarbeiten durch Voigt, Bad Liebenwerda und Schuke, Potsdam. 2006–2008 wurde die Orgel umfassend durch die Orgelbaufirma Schuke/Werder restauriert.
Seit ihrer Vollendung 1847 hat die Winzer-Orgel das Musikleben Schönbergs nachhaltig beeinflusst. Die reiche kirchenmusikalische Tradition und das heutige rege Konzertleben unter der Leitung von Kirchenmusiker Christoph D. Minke (z. B. Schönberger Musiksommer) hätte sich ohne sie nie so entwickeln können.

## Disposition seit 2008
| I Hauptwerk C– |            |     |
| 1.             | Principal  | 8′  |
| 2.             | Bordun     | 16′ |
| 3.             | Fugara     | 8′  |
| 4.             | Hohlflöte  | 8′  |
| 5.             | Gedact     | 8′  |
| 6.             | Flöte      | 4′  |
| 7.             | Octave     | 4′  |
| 8.             | Mixtur IV  | 3′  |
| 9.             | Scharf III | 2′  |
| 10.            | Trompete   | 8′  |

| II Oberwerk C– |                 |     |
| 11.            | Geigenprincipal | 8′  |
| 12.            | Salicional      | 8′  |
| 13.            | Lieblich Gedact | 16′ |
| 14.            | Flaute traverso | 8′  |
| 15.            | Lieblich Gedact | 8′  |
| 16.            | Octave          | 4′  |
| 17.            | Flöte           | 4′  |
| 18.            | Aeoline         | 8′  |

| Pedal C–d1 |              |     |
| 19.        | Principalbaß | 16′ |
| 20.        | Violon       | 16′ |
| 21.        | Violoncello  | 8′  |
| 22.        | Subbaß       | 16′ |
| 23.        | Octavenbaß   | 8′  |
| 24.        | Gedactbaß    | 8′  |
| 25.        | Octave       | 4′  |
| 26.        | Posaune      | 16′ |

- Koppeln: 27. Manualkoppel, 28. Pedalkoppel.
- Spielhilfen: 29. Calcanten-Zug, 30. Evacuant.

Anmerkungen
1. ↑  c–d1 Zinn im Prospekt (Rekonstruktion Schuke), ab ds1 Zinn.
2. 1 2 3 4 5 6 7 8  Holz.
3. ↑  Zinn.
4. ↑  Holz, C–H mit Gedact zusammengeführt.
5. ↑  C–f2 Holz, ab fs2Metall.
6. ↑  Metall.
7. ↑  Metall C: 2 2⁄3′, 2′ c: 4′ 2 2⁄3′, 2'c1: 5 1⁄3′, 4′, 2 2⁄3′, 2′.
8. ↑  Metall C: 2′, 1 1⁄3′, 1′ g: 4′, 2 2⁄3′, 2′.
9. ↑  Grüneberg 1895, Becher Zinn.
10. ↑  C–gs Zinn im Prospekt (Rekonstruktion Schuke), ab a Zinn.
11. ↑  C–A mit Geigenprincipal zusammengeführt, ab B Metall.
12. ↑  C–gs mit Liebl. Ged. 8′ zusammengeführt, ab a Holz gedrechselt.
13. ↑  Holz, C–H original, ab c Rekonstruktion Schuke
14. ↑  Metall.
15. ↑  gedeckt, C–f1 Holz, ab fs1 Metall.
16. ↑  Kemper 1911, C–H Zink, ab c Metall.
17. ↑  Lade seitlich hinter dem Hauptwerk.
18. ↑  C–ds Holz, ab e Metall-Lade hinter dem Oberwerk.
19. ↑  (Schuke)
20. ↑  Durchschlagend, Becher Zink, Drittellänge.

## Technische Daten
- 26 Register, 1380 Pfeifen (davon eine stumm).
- Windversorgung:
  - Keilbälge.
- Windlade: Schleifladen.
- Spieltisch(e):
  - Spielschrank.
  - 2 Manuale.
  - Pedal.
  - Registerzüge.
- Traktur:
  - Tontrakur: Mechanisch.
  - Registertraktur: Mechanisch.

## Organisten in Schönberg
- Fritz Creutzfeld 1826–1865
- Joachim Heinrich Meyer 1865–1887
- Johannes Carlau 1887–1908
- Fritz Buddin 1908–1946
- Richard Wegner 1947–1982
- Martin Fehlandt 1982–1989
- Seit 1990: Kirchenmusikdirektor Christoph D. Minke (* 1965 in Nauen)

## Aufnahmen/Tonträger
- Christoph D. Minke spielt die historische Winzer-Orgel (1847). 1997, Tonstudio Werner Eggert (Christoph D. Minke spielt Werke von Nikolaus Bruhns, Johann Sebastian Bach, Frank Martin, Julius Reubke).
- Lieblingsstücke. 2020, Tonstudio Heiko Preller (Christoph D. Minke spielt Werke von Dieterich Buxtehude, Nikolaus Bruhns, Johann Sebastian Bach, Wolfgang Amadeus Mozart, Felix Mendelssohn Bartholdy und Max Reger – an beiden Orgeln der St. Laurentiuskirche. Die Aufnahme enthält auch das Geläut.)